# Risk-Weighted Assets
Les Risk-Weighted Assets (RWA), ou actifs à risques pondérés ou encore actifs pondérés par le risque, correspondent au montant minimum de capital requis au sein d'une banque ou d'autres institutions financières en fonction de leur niveau de risque. Ce montant se calcule sur la base d'un pourcentage des actifs, pondérés par le risque.
À chaque actif est assigné un risque pondéré déterminé en fonction du montant du risque attaché.
L'idée du RWA est d'éviter de déterminer un montant fixe de capital à détenir, sans distinction et sans modularité. Par exemple, des prêts garantis par une lettre de crédit seront davantage pondérés par le risque qu’un crédit hypothécaire, peu risqué puisque garanti par l’hypothèque.
Ce système aide à prévenir les banques de ne pas prendre plus de risques (notamment de crédit) qu'elles ne sont en mesure de supporter.

## Calcul
L'établissement bancaire peut choisir des approches différentes pour calculer le RWA. Ce choix se fait par type de portefeuille d'engagements détenus (crédits immobiliers, crédits d'équipements aux entreprises, crédits structurés, etc.) et dépend de ses caractéristiques (nombre d'engagements, profondeur de l'historique des incidents, existence d'une modélisation du risque, etc.). Mais il dépend également de la stratégie de l'établissement qui peut choisir une approche au coût opérationnel moins élevé.
Les principales méthodes de calcul sont : 
- L'« approche standard » : l'ensemble des paramètres de calcul est défini réglementairement. Ainsi, le RWA est le produit de la valeur exposée au risque en cas de défaut (EAD : Exposure At Default) et d'une pondération forfaitaire (RW).
Cette pondération est par exemple de 75 % pour les crédits particuliers. Pour les expositions sur les grandes entreprises il peut dépendre de la notation (externe) de l'entreprise. Ainsi, en approche standard, la réglementation dit quel RW utiliser selon le type et la catégorie d'exposition.
- L'« approche notation interne » : la pondération est calculée par la banque (appelée « l'établissement assujetti » dans l'arrêté) et non déterminée forfaitairement par la réglementation. Plus précisément, la banque est amenée à développer ses propres modèles pour estimer les probabilités de défaut (PD) et les pertes en cas de défaut (LGD) des différentes expositions.